# سیارک ۲۲۸۳۳
سیارک ۲۲۸۳۳ (به انگلیسی: 22833 Scottyu، نامگذاری:1999RR75) بیست و دو هزار و هشتصد و سی و سومین سیارک کشف شده‌است که در ۷ سپتامبر ۱۹۹۹ کشف شد.
قدر مطلق سیارک برابر ۱۲.۳ است.